# Fazenda Loanda
A Fazenda Loanda é uma propriedade rural fundada no século XVIII no Vale do Paraíba, no município de Bananal, do estado de São Paulo. Trata-se de um patrimônio de interesse histórico.

## Histórico
A fazenda surgiu de um desmembramento da sesmaria de número 05 pertencente a Manoel Antônio de Sá Carvalho que foi entregue para Luiz José de Almeida por ter se casado com sua filha em 1791. Em 1844, esteve em posse de Pedro Ramos Nogueira, o futuro Barão da Joatinga. O barão faleceu na Fazenda Loanda, em 1885.
Inicialmente era voltada para a produção de cana-de-açúcar, aniz, milho e outras culturas de subsistência mas durante o século XIX, a fazenda passou a produzir café. No ano de 2000, foi adquirida por Pedro T. C. Teixeira, responsável por realizar a restauração da propriedade. Atualmente, a Fazenda Loanda encontra-se aberta para visitação guiada.

## Arquitetura
Originalmente construída em estilo colonial no século XVIII, passou por uma reforma durante o século XIX em que foram incorporados elementos da arquitetura neoclássica no casarão. O seu acervo conta com quadros, cristais, porcelana e móveis franceses que pertenceram a essa época.